# Valerio Evangelisti
Valerio Evangelisti (Bologna, 20 giugno 1952 – Bologna, 18 aprile 2022) è stato uno scrittore, saggista e fumettista italiano.
È stato uno dei più noti scrittori italiani contemporanei di fantascienza, fantasy (in particolare low fantasy) e horror, che mescola nelle sue opere. È conosciuto soprattutto per il ciclo di romanzi dell'inquisitore Nicolas Eymerich e per la trilogia di Nostradamus, divenuti best seller. L'opera di Evangelisti, pur sviluppata a cavallo dei generi più disparati, può esser fatta rientrare nel filone del new weird italiano, dotato di caratteristiche autonome rispetto al filone anglosassone dallo stesso nome. Evangelisti ha anche riconosciuto l'appartenenza di alcune sue opere al corpus letterario definito New Italian Epic. Ha scritto anche saggi e romanzi storici. Evangelisti ha avuto anche una militanza politica nella Federazione della Sinistra ed è stato direttore e fondatore della rivista letteraria Carmilla on line.

## Biografia
Nasce a Bologna il 20 giugno 1952. Si laurea in scienze politiche con indirizzo storico-politico nel 1976 presso l'Università di Bologna. Fino al 1990 porta avanti una carriera accademica che alterna con l'attività di funzionario del Ministero delle finanze. Incomincia la sua carriera di autore scrivendo saggi storici - una quarantina - per un totale di cinque volumi.
Decide quindi di dedicarsi alla narrativa fantastica e presto raggiunge la notorietà vincendo nel 1993 il Premio Urania con il romanzo Nicolas Eymerich, inquisitore, pubblicato l'anno seguente nella omonima collana di fantascienza della Mondadori. I successivi romanzi che compongono il ciclo di Eymerich sono Le catene di Eymerich (1995), Il corpo e il sangue di Eymerich (1996), Il mistero dell'inquisitore Eymerich (1996), Cherudek (1997), Picatrix. La scala per l'inferno (1998), Il castello di Eymerich (2001), Mater terribilis (2002), La luce di Orione (2007), Rex tremendae maiestatis (2010), Eymerich risorge (2017), Il fantasma di Eymerich (2018).
Storicamente Nicolas Eymerich è un inquisitore domenicano realmente esistito (nato nel 1320 a Gerona, in Catalogna, e morto nel 1399). Il personaggio che Evangelisti ha mutuato dalla realtà storica è crudele, inflessibile, altero, tormentato, agisce con totale spietatezza al servizio della Chiesa e di ciò che ritiene il bene ed è tuttavia dotato di straordinaria intelligenza e profonda cultura. Nei vari romanzi del ciclo indaga i fenomeni misteriosi nell'Europa medioevale influenzando strategicamente i grandi avvenimenti storici dell'epoca, ma la soluzione del mistero spesso la si ritrova in storie parallele a quella dell'intreccio principale, che si proiettano nel nostro presente e nel nostro futuro, volutamente rappresentato in modo distopico con toni oscuri, fondamentalisti e disumani. A partire dal 2012 l'azienda italiana TiconBlu ha prodotto il videogioco Nicolas Eymerich, Inquisitore: La Peste, ispirato ai romanzi di Evangelisti.
Un altro suo successo nel 1999, che viene tradotto in tutto il mondo, è la trilogia Magus - Il romanzo di Nostradamus, biografia romanzata del più famoso e importante scrittore di profezie della storia. La vita di Nostradamus è fedele alle fonti e l'autore fa appello all'immaginario solo quando queste fonti sono lacunose. L'opera inquadra lo scenario di un secolo di profonde trasformazioni, culturali e sociali. I volumi che compongono la trilogia sono Il presagio, L'inganno e L'abisso, ma di fatto costituiscono un'unica opera (un centinaio di capitoli per un migliaio di pagine) che ha venduto 100.000 copie ed è stata acquistata da editori di tre continenti.
I romanzi di Evangelisti vengono tradotti in molte lingue tra cui il francese, lo spagnolo, il tedesco e il portoghese. In Francia gli vengono assegnati i più ambiti premi nell'ambito della letteratura fantastica e di fantascienza, che sono il Grand Prix de l'Imaginaire (1998) e il Prix Tour Eiffel (1999); in Italia riceve il Prix Italia (2000) per la fiction radiofonica.
Rimane attivo su questa linea scrivendo sceneggiature per la radio, il cinema, la televisione e i fumetti. Dopo essere stato per un decennio direttore della rivista Progetto Memoria - Rivista di storia dell'antagonismo sociale è divenuto direttore editoriale di Carmilla, rivista letteraria edita inizialmente su carta, evolutasi quindi in Carmilla On line, una pubblicazione di genere trasversale dedicata parimenti alla narrativa fantastica e alla critica politica.
La sua passione per i gruppi heavy metal, tra cui Pantera, Sepultura, Venom e Metallica, gli ha fornito parecchi spunti per i suoi scritti, soprattutto l'antologia Metallo urlante e il romanzo Black Flag.
Altra fonte di ispirazione è la storia degli Stati Uniti, che gli suggerisce i romanzi Antracite (2003) e Noi saremo tutto (2004). È invece il Messico a essere al centro dei romanzi Il collare di fuoco, pubblicato nel novembre del 2005 e Il collare spezzato del novembre 2006. In essi è narrata, attraverso gli occhi di diversi personaggi di fantasia, la storia del Messico, tra il 1859 e il 1930 (dal 1859 al 1890 ne Il collare di fuoco).
La casa editrice DeriveApprodi ha ristampato nell'ottobre 2005 un saggio storico di Evangelisti, Gli sbirri alla lanterna. La plebe giacobina bolognese (1792-1797), mentre L'ancora del mediterraneo ha pubblicato tre suoi volumi di critica letteraria: Alla periferia di Alphaville (2001), Sotto gli occhi di tutti (2004) e Distruggere Alphaville (2006). Nel 2005 la casa editrice UniService di Trento pubblica un saggio biobibliografico a cura del critico cinematografico As Chianese. L'anima dell'inquisitore è il primo studio italiano sull'opera evangelistiana, un'introduzione al lavoro dello scrittore con prefazione di Giuseppe Lippi e postfazione di Serge Quadruppani.
Nel 2006 Evangelisti ha scritto il racconto originale La Sala dei Giganti, che è stato pubblicato in allegato alla guida Studiare a Padova, dell'Università degli Studi di Padova. Il mini-romanzo, lungo circa 40 pagine è stato distribuito in tutta Italia in circa 260.000 copie. Nonostante l'alta tiratura il libro ha subito raggiunto delle ottime quotazioni sul mercato dei collezionisti. Con questo racconto Valerio Evangelisti si è aggiudicato il Premio Italia, attribuito nel corso della XXXIII Italcon, la convention italiana di fantascienza, tenutasi a Fiuggi (FR) dal 22 al 25 marzo 2007. La Sala dei Giganti, in una versione leggermente differente, costituisce l'incipit del romanzo La luce di Orione (2007), che vede l'inquisitore Eymerich partecipare, nel 1366, a una crociata per liberare dall'assedio dei turchi ottomani l'impero bizantino, ormai in piena decadenza.
Sempre nel 2007, la Wild Boar Edizioni ha pubblicato Il mondo di Eymerich, gioco di ruolo basato sui romanzi dell'Inquisitore, di cui Valerio Evangelisti ha scritto la prefazione: "Vivere molte vite".
Nel novembre 2008 è stato pubblicato Tortuga, romanzo di ambientazione caraibica con pirati per protagonisti; ha fatto seguito nel 2009 il romanzo Veracruz, la cui storia si colloca temporalmente prima. Conclude il ciclo Cartagena, gli ultimi della Tortuga (2012). Evangelisti fa dei pirati gli agenti dell'introduzione del capitalismo nel continente americano.
Alla fine del 2009, in seguito a un'anomalia notata durante una visita odontoiatrica (come racconta lui stesso), gli è stato diagnosticato un tumore al sistema linfatico (linfoma non Hodgkin a cellule B di tipo aggressivo). È giunto a una remissione completa al termine del 2010, dopo alcuni cicli di chemioterapia e in seguito un'operazione chirurgica di asportazione di un polmone. Ha raccontato l'esperienza nel racconto Day Hospital, pubblicato nel 2011 all'interno della collana Inediti d'Autore del Corriere della Sera. Il racconto è stato ampliato in un volume dallo stesso titolo nel 2012.
Nel 2010 è uscito Rex tremendae maiestatis, decimo capitolo della saga di Eymerich.
Nel 2013 ha pubblicato Il sole dell'avvenire. Vivere lavorando o morire combattendo. Lo ha seguito, nel 2014, Il sole dell'avvenire. Chi ha del ferro ha del pane. Sono i primi due volumi di un'imponente trilogia che narra le vicende di alcune famiglie di braccianti e contadini dell'Emilia-Romagna dal 1875 al 1950. Lo sfondo è la nascita del socialismo, del sindacalismo e della cooperazione, unitamente alla trasformazione epocale di un territorio. Nel gennaio 2016 esce Il sole dell'avvenire. Nella notte ci guidano le stelle terzo e ultimo capitolo di un unico romanzo. In quest'ultimo capitolo si va dagli anni venti agli anni cinquanta del XX secolo, tra l'affermarsi del fascismo e i grandi cambiamenti politico-economici che travolgono l'Emilia-Romagna e l'intero Paese.
Nel 2017 esce l'undicesimo capitolo della saga di Eymerich, intitolato Eymerich risorge.
Nel 2018 è uscito il dodicesimo e ultimo romanzo della saga Il fantasma di Eymerich.
Per alcuni anni ha scritto regolarmente nella rubrica "I nocturniani" del mensile Nocturno Cinema.
È morto a Bologna il 18 aprile 2022 a 69 anni, dopo una lunga malattia.

## Vita privata
Ha vissuto a Bologna, trascorrendo alcuni mesi dell'anno a Puerto Escondido, Messico, dove aveva un'abitazione.

## Attività politica
Candidato come indipendente alle elezioni europee del 2009 nella Lista Anticapitalista (costituita dall'unione tra Rifondazione Comunista e il Partito dei Comunisti Italiani nella cosiddetta Federazione della Sinistra) e nel 2011 alle elezioni amministrative per il comune di Bologna nella lista Sinistra per Bologna - Federazione della Sinistra.
Fu fondatore e direttore della webzine Carmilla on line, nel 2004 lanciò una raccolta di firme di solidarietà all'amico, terrorista ed ex membro dei Proletari Armati per il Comunismo Cesare Battisti che raggiunse i 1.500 firmatari.. Nel gennaio del 2018 comunica di sostenere e votare la lista di sinistra Potere al Popolo! in occasione delle imminenti elezioni politiche. Alle elezioni amministrative di Bologna nel 2021 è capolista di Potere al Popolo!.

## Opere

### Narrativa

#### Ciclo di Eymerich
Romanzi e racconti con protagonista Nicolas Eymerich (l'ordine cronologico degli avvenimenti è indicato dalla data a fine riga).
- Nicolas Eymerich, inquisitore, Mondadori, 1994. (ambientazione 1352)
- Le catene di Eymerich, Mondadori, 1995. (ambientazione 1365)
- Il mistero dell'inquisitore Eymerich, Mondadori, 1996. (ambientazione 1354)
- Il corpo e il sangue di Eymerich, Mondadori, 1996. (ambientazione 1358)
- Cherudek, Mondadori, 1997. (ambientazione 1360)
- Picatrix. La scala per l'inferno, Mondadori, 1998. (ambientazione 1361)
- Metallo urlante, Einaudi, 1998. (ambientazione 1353)
- Il castello di Eymerich, Mondadori, 2001. (ambientazione 1369)
- Mater Terribilis, Mondadori, 2002. (ambientazione 1362)
- La Sala dei Giganti, Mondadori, 2006; edizione speciale per l'Università degli Studi di Padova, una specie di breve anteprima del successivo romanzo. (ambientazione 1366)
- La luce di Orione, Mondadori, 2007. (ambientazione 1366)
- Rex tremendae maiestatis, Mondadori, 2010. (ambientazione 1372)
- Eymerich risorge, Mondadori, 2017 (ambientazione 1374)
- Il fantasma di Eymerich, Mondadori, 2018 (ambientazione 1378)

Alcuni romanzi con protagonista Eymerich sono stati raggruppati nelle seguenti raccolte:
- L'ombra di Eymerich, Mondadori, 1998 (contiene i romanzi Nicolas Eymerich, inquisitore, Le catene di Eymerich e Il corpo e il sangue di Eymerich); ristampato come L'ombra di Eymerich - L'inizio della Saga, Mondadori, 2014
- I sentieri perduti di Eymerich, Mondadori, 2000 (contiene i romanzi Il mistero dell'inquisitore Eymerich, Cherudek e Picatrix. La scala per l'inferno); ristampato nel 2016

Nel 2019, all'interno della collana Oscar fantastica, sono usciti tre volumi curati da Alberto Sebastiani e denominati Titan edition contenenti la raccolta completa dei romanzi di Eymerich.
- Eymerich. Titan edition. Vol. 1, (contiene Nicolas Eymerich, inquisitore, Le catene di Eymerich, Il corpo e il sangue di Eymerich, Il mistero dell'inquisitore Eymerich, Cherudek)
- Eymerich. Titan edition. Vol. 2, (contiene Metallo urlante, Picatrix, la scala per l'inferno, Il castello di Eymerich, Mater terribilis)
- Eymerich. Titan edition. Vol. 3, (contiene La luce di Orione, Rex tremendae maiestatis, Eymerich risorge, Il fantasma di Eymerich)

#### Ciclo di Pantera
Romanzi con protagonista il misterioso pistolero-stregone messicano Pantera.
- Metallo urlante, Einaudi, 1998
- Black Flag, Einaudi, 2002
- Antracite, Mondadori, 2003

#### Trilogia di Magus
Romanzi che ripercorrono la vita di Nostradamus.
- Il presagio. Mondadori, 1999
- L'inganno, Mondadori, 1999
- L'abisso, Mondadori, 1999

I tre romanzi sono stati successivamente riuniti in un unico volume:
- Magus. Il romanzo di Nostradamus, Mondadori, 2000

#### Trilogia americana
Romanzi che narrano alcune vicende legate alla storia del movimento sindacale nordamericano (l'ordine cronologico degli avvenimenti è indicato alla fine).
- Antracite, Collana Strade blu, Mondadori, 2003. ISBN 88-04-52061-2 (ambientazione 1875-1877)
- Noi saremo tutto, Mondadori, 2004 (ambientazione 1919-1999)
- One Big Union, Mondadori, 2011 (ambientazione 1877-1919)

I tre romanzi sono stati successivamente riuniti in un unico volume:
- Trilogia americana, Mondadori, 2017

#### Ciclo messicano
Romanzi che ripercorrono la storia della rivoluzione messicana.
- Il collare di fuoco, Mondadori, 2005
- Il collare spezzato, Mondadori, 2006

#### Ciclo dei pirati
Romanzi che narrano alcune vicende legate alla storia della pirateria (l'ordine cronologico degli avvenimenti è indicato dalla data a fine riga).
- Tortuga, Mondadori, 2008. (ambientazione 1685)
- Veracruz, Mondadori, 2009. (ambientazione 1683)
- Cartagena, Mondadori, 2012. (ambientazione 1697)

#### CicloIl sole dell'avvenire
Romanzi che narrano le vicende di alcune famiglie di braccianti e contadini romagnoli, dall'epoca post-risorgimentale alla metà del XX secolo.
- Il sole dell'avvenire. Vivere lavorando o morire combattendo, Mondadori, 2013
- Il sole dell'avvenire. Chi ha del ferro ha del pane, Mondadori, 2014
- Il sole dell'avvenire. Nella notte ci guidano le stelle, Mondadori, 2016

### Fuori serie
- 1849. I guerrieri della libertà, Mondadori 2019
- Gli anni del coltello, Mondadori 2021

#### Collaborazioni
- La potenza di Eymerich, Bacchilega, 2004 (con Kai Zen, Emerson Krott, Wu Ming 5)
- Lune nere, Aliberti, 2005 (con Paolo Ferrucci)
- Controinsurrezioni, Mondadori, 2008 (con Antonio Moresco)

#### Racconti
- O Gorica tu sei maledetta, in Isaac Asimov's Science Fiction Magazine (ed. italiana) n. 15, luglio 1995; ristampato in L'ombra di Eymerich, 1998; ristampato in Lune nere, 2005
- Fantastorie dal terzo pianeta. Nuovi racconti italiani nel segno di Carmilla, L'Altritalia, 1997
- Il nodo kappa, in AA. VV. Tutti i denti del mostro sono perfetti, a cura di Valerio Evangelisti e Giuseppe Lippi, Urania n. 1322 Mondadori, 1997; ristampato in Oscar Mondadori, 1998
- ...et mourir de plaisir, in A/Rivista Anarchica n. 245, maggio 1998
- Fuga da Gotham City, in A/Rivista Anarchica n. 247, estate 1998
- Paradi (Paradice), in AA. VV. Destination 3001, a cura di R. Silverberg e J. Chambon, Flammarion, 2000 (in francese)
- Fuite de la couveuse (Fuga dall'incubatrice), in Hauteurs - Revue littéraire du Nord et d'ailleurs, n. 5, 2001
- Gocce nere, pubblicato in 24 puntate da Liberazione, agosto 2001: ingloba i racconti Il nodo Kappa e Sepultura, quest'ultimo compreso in Metallo urlante
- Le souffle des FARC (Il soffio delle FARC), in AA. VV., Eros Millennium, a cura di J-M. Ligny, J'ai Lu, 2001; ristampato in Mano n. 7, 2002; ristampato in AA. VV. Pene d'amore. Sette racconti erotici, a cura di Gianni Biondillo, Guanda, 2008
- La controinsurrezione, in Valerio Evangelisti e Antonio Moresco Controinsurrezioni, Mondadori, 2008
- Day Hospital, Corriere della Sera, 2011

##### Raccolte di racconti
Alcuni racconti sono stati riuniti in antologie:
- La fredda guerra dei mondi. Romanzi brevi e racconti ritrovati, Mondadori, 2023
- Acque oscure, Epix n. 2, Mondadori, 2009
  - O Gorica tu sei maledetta
  - Il Grande Fratello
  - Eymerich contro Dan Brown
  - Fluidità corporea
  - Cicci di Scandicci
  - La Sala dei Giganti
  - Eymerich contro Palahniuk
  - Marte distruggerà la Terra
  - Stanlio & Ollio Terror Detectives
  - Gocce nere

### Fumetti
- La furia di Eymerich, Mondadori, 2003 (disegni di Francesco Mattioli)
- Lazarus Ledd Extra. I cristalli di Eymerich, Edizioni Star Comics, 2003 (ideazione e soggetto Ade Capone e Valerio Evangelisti, disegni di Arturo Lozzi)
- Nicolas Eymerich inquisitore. La dea vol. 1, Edizioni BD, 2003 (sceneggiatura di Jorge Zentner, disegni di David Sala)
- Nicolas Eymerich inquisitore. La dea vol. 2, Edizioni BD, 2004 (sceneggiatura di Jorge Zentner, disegni di David Sala)
- Nicolas Eymerich inquisitore. Il corpo e il sangue vol. 1, Edizioni BD, 2006 (sceneggiatura di Jorge Zentner, disegni di David Sala)
- Nicolas Eymerich inquisitore. Il corpo e il sangue vol. 2, Edizioni BD, 2007 (sceneggiatura di Jorge Zentner, disegni di David Sala)

### Sceneggiature
- L'inquisitore e i portatori di luce (Transeuropa, 2011)

### Saggistica
- Andrea Costa nella storia del Socialismo italiano. Mostra storico-documentaria, Imola, Auditorium della Cassa di Risparmio di Imola, 16 novembre - 16 dicembre 1979 (a cura di e con Aldo Berselli), Santerno, 1979
- Storia del partito socialista rivoluzionario 1881-1893 (con Emanuela Zucchini), Cappelli, 1981, poi Odoya, 2013
- Il gallo rosso. Precariato e conflitto di classe in Emilia-Romagna, 1880-1890 (con Salvatore Sechi), Marsilio, 1982, poi Odoya, 2015
- Sinistre eretiche. Dalla banda Bonnot al Sandinismo, SugarCO, 1985
- I primi anni del FPLP. La fondazione del Fronte Popolare per la Liberazione della Palestina, 1987
- Gallerie nel presente. Punk, snuffs, contras: tre studi di storia simultanea, Lacaita, 1988
- Gli sbirri alla lanterna. La plebe giacobina bolognese dall'anno 1 all'anno 5 (1792-1797), Edizioni Bold Machine, 1991 - Punto Rosso, 1999 - DeriveApprodi, 2005
- Alla periferia di Alphaville. Interventi sulla paraletteratura, ed. L'ancora del mediterraneo, 2000
- Sotto gli occhi di tutti. Ritorno ad Alphaville, ed. L'ancora del mediterraneo, 2004
- Il caso Battisti. L'emergenza infinita e i fantasmi del passato (con Giuseppe Genna, Wu Ming). NdA press, 2004
- Distruggere Alphaville, ed. L'ancora del mediterraneo, 2006
- Il caso Cesare Battisti: quello che i media non dicono, Roma, DeriveApprodi, 2009. ISBN 978-88-89969-74-8 ( AA.VV., con partecipazione e a cura di Valerio Evangelisti)
- Le strade di Alphaville. Conflitto, immaginario e stili nella paraletteratura, Odoya, 2022

Oltre a questi, vi sono anche una quarantina di saggi pubblicati su "Il Mulino, Rivista di storia contemporanea", "Quaderni sardi di storia", "Quaderni emiliani", ecc., nonché quelli compresi in opere collettive.

### Contributi
Prefazioni, introduzioni, postfazioni a libri o altro.
- Otto Gabos e Saverio Tenuta, Cold Graze, Phoenix, 1997
- Cesare Battisti, L'ultimo sparo. Un delinquente comune nella guerriglia italiana, DeriveApprodi, 1998
- Harlan Ellison, Idrogeno e idiozia. Racconti, Fanucci, 1999
- Andrea G. Colombo e Leonardo Pelo (antologia a cura di), Spettri metropolitani, Addictions i neri, 1999
- Serge Lehman, F.A.U.S.T. La minaccia delle potenze, Fanucci, 2000
- Nicolau Eymerich e Francisco Peña, Il manuale dell'inquisitore, Fanucci, 2000
- Roberto Chiavini, Gian Filippo Pizzo e Michele Tetro, Il grande cinema di fantascienza. Da 2001 al 2001, Gremese, 2001
- Thomas M. Disch, Il prete, Fanucci, 2001
- Douglas E. Winter, Corri, Einaudi, 2002
- Pascal Dessaint, Rumore sotto il silenzio, Hobby & Work, 2002
- Sbancor, American nightmare, Nuovi Mondi Media, 2003
- Alda Teodorani, Belve, Addictions, 2003
- Richard Matheson, Io sono leggenda, Fanucci, 2003
- Jean-Patrick Manchette, Un mucchio di cadaveri, Einaudi, 2003
- I segreti di Eymerich. I racconti finalisti al Premio Grimalkin per apocrifi su Eymerich, Solid, 2003
- Sheridan Le Fanu, Carmilla, Fanucci, 2004
- L'estinzione del movente, in:  AA.VV., Nera, maledetta nera, Milano, RCS Periodici, 2004, SBN RAV2162112.
- Maurice Léblanc, Arsene Lupin e la contessa di Cagliostro, Einaudi, 2005
- Joe R. Lansdale, L'anno dell'uragano, Fanucci, 2004
- AA.VV., Dylan Dog. Tre passi nell'incubo, Mondadori, 2006
- Walter Tevis, L'uomo che cadde sulla terra, Minimum fax, 2006
- Il mondo di Eymerich (gioco di ruolo), Wild Boar Edizioni, 2007
- Howard P. Lovecraft, Il caso di Charles Dexter Ward, Bur, 2007
- Robert Silverberg, Morire dentro, Fazi, 2007
- AA.VV., Resistenze. Cronache di ribellione quotidiana, BeccoGiallo, 2007
- Antonella Beccaria, Pentiti di niente. Il sequestro Saronio, la banda Fioroni e le menzogne di un presunto collaboratore di giustizia, Stampa Alternativa, collana Eretica, 2008
- Luana Vergari e Francesco Mattioli, A volto coperto, Tunue, 2008
- As Chianese, Il declino dell'impero americano. Cattiva coscienza e cinema dopo l'undici settembre, Il foglio, 2008
- Mario Soldati, Lo smeraldo, Mondadori, 2008
- Philip Gosse, Storia della pirateria, Odoya, 2008
- Emilio Lussu, Teoria dell'insurrezione, Gwynplaine, 2008
- Jack London, Guerra di classe e Il sogno di Debs. Saggi sulla lotta di classe negli Stati Uniti e un racconto (Gwynplaine, 2009)
- Carlo Havas, Storia dell'Inquisizione, Odoya, 2010
- Richard Stark, Backflash. Ritorno di fiamma, Bur, 2011
- Luca Barbieri, Storia dei licantropi, Odoya, 2011
- Sandro Moiso, La guerra che viene. Crisi, nazionalismi, guerra e mutazioni dell'immaginario politico, Mimesis Edizioni 2019
- AA.VV., Scimmiette di Mare - Kill Your Writer, Nero Press Edizioni, 2013A
- AA VV., Immaginari alterati. Politico, fantastico e filosofia critica come territori dell'immaginario, Mimesis Edizioni 2018

## Radio
- La scala per l'inferno, Radio 2, 1998 - regia di Massimo Guglielmi
- Il castello di Eymerich, Radio 2, 2000 - regia di Paolo Modugno
- La furia di Eymerich, Radio 2, 2001 - regia di Arturo Villone
- Il processo di Wilhelm Reich, Radio 3, 25/03/2006 - radiodramma [20]

## Filmografia
- Ha interpretato il ruolo di un professore universitario nell'episodio Sangue in facoltà della serie televisiva L'ispettore Coliandro.